# Neocoelidia orientalis
Neocoelidia orientalis är en insektsart som beskrevs av Delong 1953. Neocoelidia orientalis ingår i släktet Neocoelidia och familjen dvärgstritar. Inga underarter finns listade i Catalogue of Life.